# Гмајница
Гмајница (словен. Gmajnica) је насељено место у општини Коменда, Средњесловенска регија, Словенија.

## Историја
До територијалне реорганизације у Словенији био је у саставу старе општине Камник.

## Становништво
У попису становништва из 2011. године, Гмајница је имала 407 становника.
| Број становника према пописима | Број становника према пописима | Број становника према пописима |
| ------------------------------ | ------------------------------ | ------------------------------ |
| 1991                           | 2002                           | 2011                           |
| 257                            | 297                            | 407                            |